# Vendredi des Douleurs

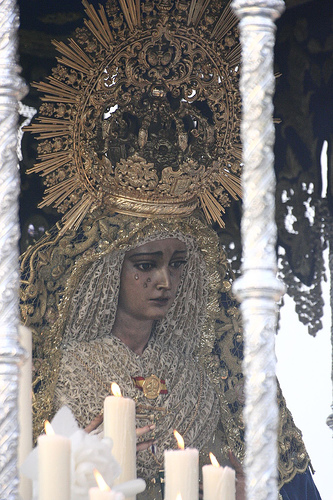
Considérée comme la plus célèbre d'Espagne lors des processions de la Semaine Sainte, la Vierge de l'Espérance de Macarena, représentée dans son thème douloureux en portant des insignes impériaux, fait sa première sortie annuelle chaque vendredi avant le dimanche des Rameaux.

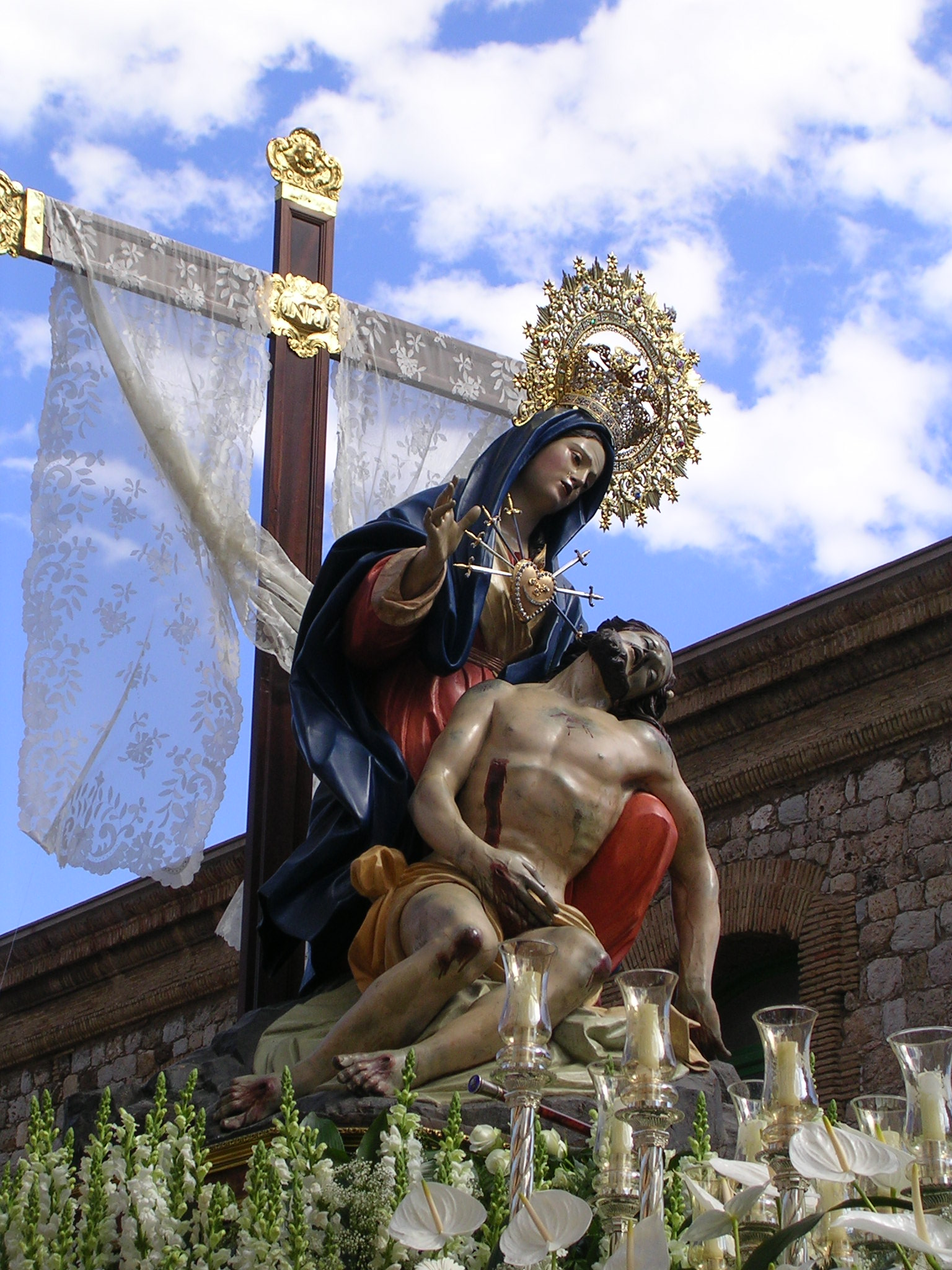
La Vierge de la Charité, titre marial de la Bienheureuse Vierge Marie est célébrée à Carthagène, en Espagne, lors du Vendredi des Douleurs.

Le vendredi des Douleurs est une mémoire solennelle et pieuse de la douloureuse Vierge Marie le vendredi précédant le dimanche des Rameaux tenu dans la cinquième semaine de Carême (anciennement appelée "Semaine de la Passion"). Dans le culte divin de l'Ordinariat anglican : Le Missel, il est appelé Sainte Marie à Passiontide et parfois il est traditionnellement connu sous le nom de Notre-Dame à Passiontide.
Dans certains pays catholiques, notamment au Mexique, au Guatemala, en Italie, au Pérou, au Brésil, en Espagne, à Malte, au Nicaragua et aux Philippines, c'est le début des célébrations de la Semaine Sainte et on les appelle Viernes de Dolores (vendredi des Douleurs). Cette célébration se déroule exactement une semaine avant le Vendredi saint, et se concentre sur la douleur émotionnelle que la Passion de Jésus-Christ a causée à sa mère, la Bienheureuse Vierge Marie, qui est vénérée sous le titre Notre-Dame des Douleurs.
Dans certains pays hispanophones, le jour est également appelé vendredi du Concile, en raison du choix de  Jean 11, 47-57 comme passage de l'Évangile lu pendant la messe tridentine ce jour-là. Cette lecture relate la réunion conciliaire des prêtres du Sanhédrin pour discuter de ce qu'il faut faire de Jésus.
Comme tous les vendredis de carême, ce vendredi est un jour d'abstinence de viande, sauf si la conférence épiscopale nationale a indiqué des formes alternatives de pénitence.

## Histoire

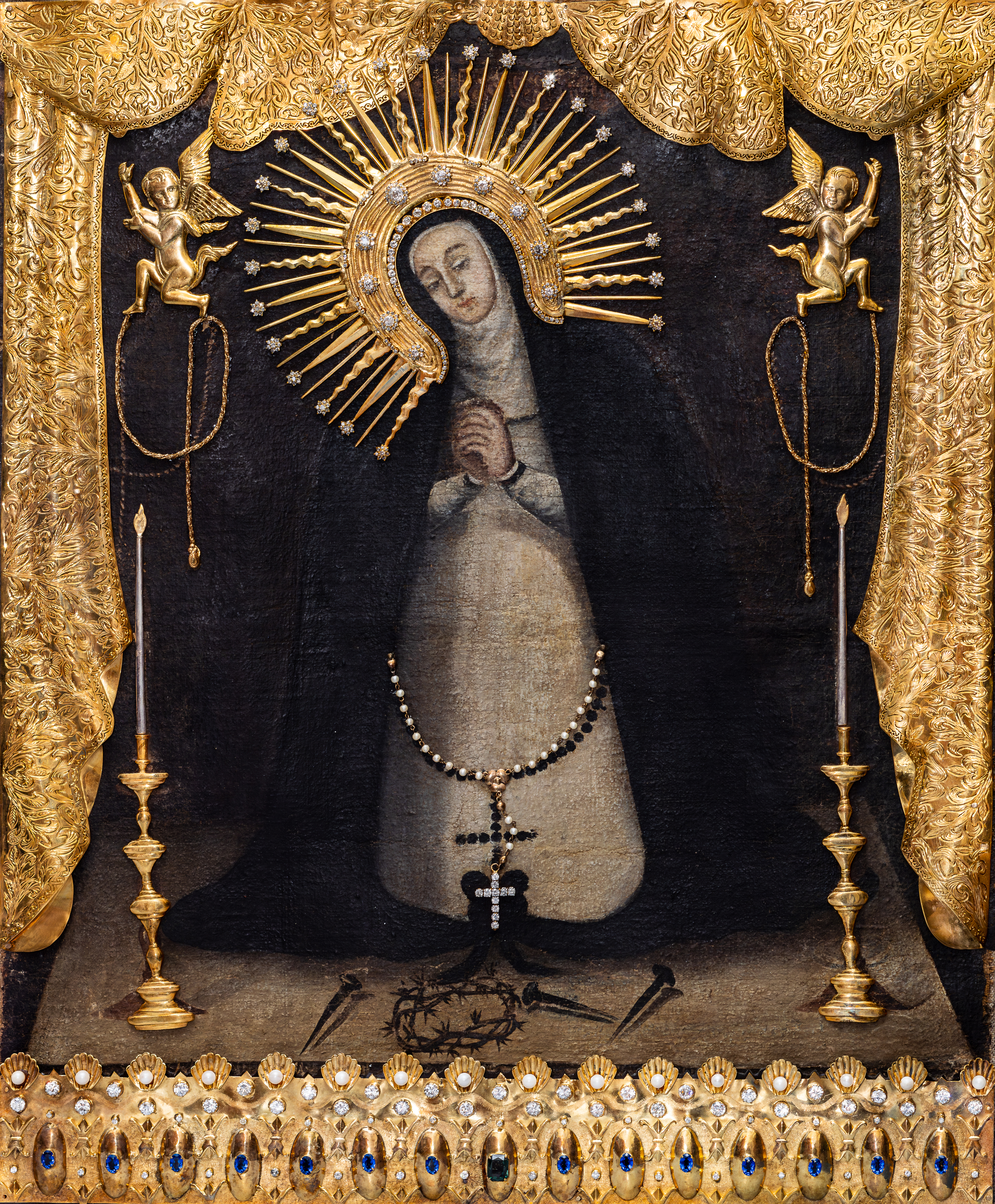
Aux Philippines, Nuestra Señora de la Soledad de Porta Vaga est une apparition de l'époque coloniale et une icône de la Vierge Douloureuse consacrée dans la province de Cavite.

Dans l'Église catholique romaine, la pratique de la vénération religieuse envers la Bienheureuse Vierge Marie était possible n'importe quel vendredi, suivant le vendredi précédant la semaine sainte ainsi que le vendredi saint lui-même, après le dimanche des Rameaux.
En 1727, le pape Benoît XIII étend cette fête commémorant la douloureuse Vierge Marie à toute l'Église latine, assignant à sa célébration le vendredi de la semaine de la passion, une semaine avant le vendredi saint.
En 1954, la fête occupait encore le rang de double majeur (légèrement inférieur au rang de la fête du 15 septembre) dans le calendrier général romain. Le Code des Rubriques du pape Jean XXIII de 1960 l' a réduit au niveau d' une commémoration.
En 1969, la célébration a été retirée du calendrier général romain dans la mesure où elle  semblait n'être qu'un doublon du 15 septembre. Chacune des deux célébrations avait été appelée une fête des " Sept Douleurs de la Bienheureuse Vierge Marie " ( latin : Septem Dolorum Beatae Mariae Virginis ) et comprenait la récitation du Stabat Mater en séquence. Depuis lors, la fête du 15 septembre qui combine et continue les deux est connue sous le nom de Fête de "Notre-Dame des Douleurs" (en latin : Beatae Mariae Virginis Perdolentis ), et la récitation du Stabat Mater est facultative.

Le respect du calendrier liturgique de 1962 est toujours autorisé dans le rite romain traditionnel, et même là où le calendrier tel que révisé en 1969 est utilisé, certains pays, comme Malte, l'ont conservé dans leurs calendriers nationaux. Dans chaque pays, l'édition 2002 du Missel romain propose une collecte alternative pour ce vendredi.

## Adaptations locales
La célébration du Vendredi des Douleurs à Malte, en Espagne, au Portugal, au Mexique, au Panama, au Costa Rica, en Colombie, au Venezuela, en Équateur, au Nicaragua, au Pérou, au Guatemala et aux Philippines comprend des processions, une pénitence publique, des chants lugubres et la mortification de la chair.
Au Mexique et au Nicaragua, les fidèles fabriquent de petits sanctuaires de la Virgen de Dolores et les décorent de lumières de Noël et jouent des pièces de rue.
Au Guatemala, les gens font des parterres de fleurs surdimensionnés sur la route où le char religieux passera en étant exaspéré par la foule.
Aux Philippines, des chars religieux transportent des statues de Notre-Dame des Douleurs et d'autres images lors d'une procession aux flambeaux dans les rues. Cela marque le début de la Pabasa ("lecture") ininterrompue qui dure plusieurs jours, le rite de chanter le Pasiong Mahal, un texte épique vernaculaire centré sur la Passion du Christ. Dans certains endroits, les pénitents commencent également à errer anonymement dans les rues, se fouettant et portant des croix en sacrifice annuel.
À Malte, à partir de ce jour, les pénitents placent plusieurs chaînes sur leurs pieds et marchent pieds nus sur la voie publique, cachant leur identité via un chapeau conique.
En Espagne, les fidèles catholiques crient des louanges jaculatoires au char de la Vierge Douloureuse qui passe, souvent accompagnées d'une réponse exclamative Viva ! . Les chars sont également précédés d'un défilé militaire et d'un orchestre musical.
En Italie, la pratique s'appelle La Festa dell'Addolorata et utilise de célèbres images baroques réalisées dans la région de Naples.
Au Portugal, l'une des fêtes les plus connues est la procession des Sept Douleurs de Notre-Dame, à Mafra.

## Rites
Les rituels les plus courants sont les défilés religieux ou les processions, accompagnés du chant local du Stabat Mater et des veillées aux chandelles,.